# IPマルチメディアサブシステム
IPマルチメディアサブシステム（英: IP Multimedia Subsystem、IMS）は、Internet Protocol (IP) マルチメディアサービスのためのアーキテクチャ的フレームワークである。当初、携帯電話の標準化プロジェクト3GPPがGSMの次のモバイルネットワークのビジョンの一部として設計したものである。当初 (3GPP R5) はGPRS上での「インターネットサービス」の提供方法を表すものだった。このビジョンを後にGPRS以外の無線LANやCDMA2000や有線といったネットワークをサポートするよう3GPP、3GPP2、TISPANが改訂した。Release8から3GPP2の仕様をAnnexに登録し相互に包含するようになった。
インターネットとの連携を容易にするため、IMSは可能な限りIETFのプロトコル（例えば Session Initiation Protocol (SIP)）を採用している。3GPPによれば、IMSはアプリケーションの標準化を意図したものではなく、無線または有線の端末からマルチメディアアプリケーションにアクセスする手段を与えることで Fixed Mobile Convergence (FMC) の一形態を意図している。このため水平な制御層を用意し、アクセスネットワークをサービス層から分離する。論理アーキテクチャの観点からすると、制御層が共通の水平な層として存在するため、サービス毎に独自の制御機能を持つ必要がない。しかし実装においては、それが必ずしもコストと複雑性の低減に結びついていない。
無線および有線のネットワーク間でサービスを配備してアクセスさせる類似技術として謳われているFixed Mobile Convergenceのコアのアーキテクチャであり、ソフトスイッチ、SIPを組み合わせたものである。
安価な技術の寄せ集めにより特定サービスをくみ上げることはできるが、相互接続性に問題が生じやすい。IMSは統合型サービスであるがゆえに相互接続の為のパラメータが少ないとして問題解決の一つとして評価されている。
従来の無線/有線の運用業者の制御外でコンテンツに容易にアクセスできる機構が増えており、IMSは岐路に立たされている。しかし、標準化の世界ではIMSありきで他の技術も標準化がすすめられており、IdM, IPTV等の新世代接続基盤技術として期待されている。

## 歴史
IMSは1999年に設立された 3G.IP という業界団体が最初に定義した。3G.IPが定義したIMSアーキテクチャは3GPPで採用され、3G携帯電話システムの標準規格の一部となった。SIPベースのマルチメディア機能が追加された Release 5 で最初に採用された。従来のGSMおよびGPRSネットワークもサポートされている。
3GPP2（3GPPとは異なる組織）はCDMA2000の Multimedia Domain (MMD) を 3GPP IMS ベースとした。
3GPP Release 6 は無線LANとの連携を追加した。Release 7 は固定電話網との連携を追加した。これには TISPAN R1.1 の AGCF (Access Gateway Control Function) と PES (PSTN Emulation Service) が導入され、公衆交換電話網のサービスを継承できるようにしている。Release 8では Common IMSとして 3GPP2の技術等を包含するようになり、LTE技術と合わせて次世代無線網として期待されている。Release9,Release 10は 2011年に公開され、Release 11、Release 12、Release13と審議が続いている。Rel-8以降がLTE、Rel-10以降がLTE Advancedを包含している。
現在では、ETSIによりTS123.228およびTS124.229, ITU-Tにおいて Y.2001, Y.2011, TTCにおいて JT-Y2001, JT2011として採用されている。3GPP 各リリースと ITU-T の連携については、Q.1741.(リリース番号:Q.1741.7, Q.1741.6, Q.1741.5, Q.1741.4, Q.1741.3, Q.1741.2, Q.1741.1)を参照のこと。

## アーキテクチャ
この図の各部分の機能は以下に解説する。

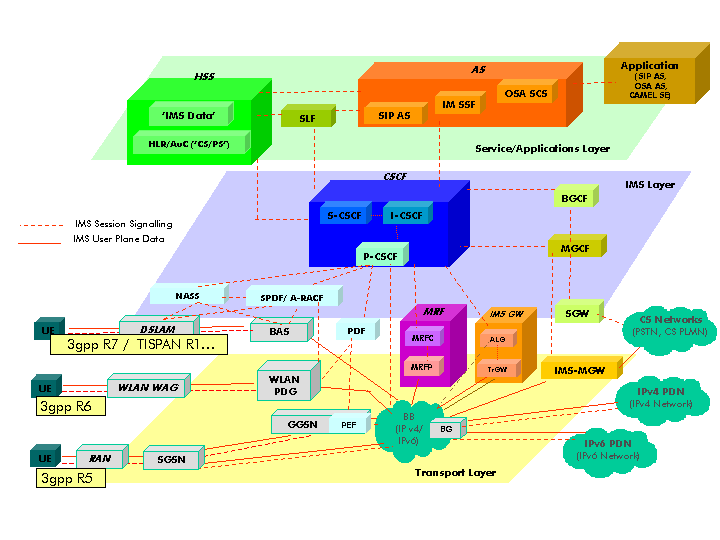
3GPP / TISPAN IMS アーキテクチャの概要

IPマルチメディア・コアネットワーク・サブシステムは様々な機能の集合体であり、それらを標準化されたインタフェースでリンクし、全体として1つのIMS管理ネットワークを形成する。機能は必ずしも1つの装置に対応しない。2つの機能を1つのノードで実現してもよいし、1つの機能を2つ以上のノードに分散してもよい。規模拡大、負荷分散、組織的問題などのため、各ノードは1つのネットワークに複数存在してもよい。詳しい最新の情報は 3GPPTS23.228 Figure 4が常に更新されているのでこれを参照されたい。

### アクセスネットワーク
ユーザーは様々な手段でIMSネットワークに接続でき、その多くは標準の Internet Protocol (IP) を使う。IMS端末（携帯電話、携帯情報端末 (PDA)、コンピュータなど）は、直接IMSネットワークに登録でき、別のIMSネットワークや国であってもローミングによって登録できる。その場合に必要なことは、IPを使い Session Initiation Protocol (SIP) ユーザーエージェントを動作させることだけである。有線アクセス（デジタル加入者線 (DSL)、ケーブルモデム、イーサネットなど）、モバイルアクセス（W-CDMA、CDMA2000、GSM、GPRSなど）、無線アクセス（無線LAN、WiMAXなど）が全てサポートされている。POTSなどの電話システム、H.323やIMS非互換なVoIPシステムはゲートウェイ経由でサポートされている。Release 8 以降、2Gまたは3Gの交換回線網も、ICS (IMS Centralized Services) をサポートしていればIMSへのアクセスネットワークとして使える。

### コアネットワーク

#### ホーム加入者サーバ(HSS)
「ホーム加入者サーバ; Home Subscriber Server」(HSS) または User Profile Server Function (UPSF) は、呼を実際に扱うIMSネットワーク実体をサポートするデータベースである。そのデータベースには加入者関連情報（プロファイル）が格納されており、ユーザーの認証と認可を実施し、加入者の位置情報やIP情報を提供できる。これはGSMの Home Location Register (HLR) および Authentication Centre (AUC) に似ている。
Subscriber Location Function (SLF) は、複数のHSSを使う際にユーザーアドレスをマッピングするために使われる。HSSとSLFはDIAMETERプロトコルで通信する。DIAMETERはAAA操作（認証・認可・課金）を実施するためのプロトコルであり、通常(IETF版)と比べて、UAR/UAA, SAR/SAA, LIR/LIA, MAR/MAA, RTR/RTA, PPA/PPR, AV-Req/AV-Req-Resに変更がある(TS29.229 AnnexA.2, TS24.228 Figure6.2-1, TS29.228 AnnexA.4.1,Annex4.4.1, A.4.4.2, A.4.4.3, A4.5, A4.5a, A4.7主な対比表は TS23.228 Sec5.2.2.5,Sec5.2.2.3, 5.2.2.4 )  。

##### ユーザーID
通常の3GPPネットワークは以下のような識別子を使う。
- International Mobile Subscriber Identity (IMSI)
- Temporary Mobile Subscriber Identity (TMSI)（英語版）
- International Mobile Equipment Identity (IMEI)
- Mobile Subscriber ISDN Number (MSISDN)

IMSIはSIMカードに格納されている電話ごとの識別子である。プライバシー強化のため、地理的位置ごとにTMSIが生成される。IMSI/TMSIはユーザーの識別に使われ、IMEIは電話機の識別に使われる。MSISDNはユーザーの電話番号である。
IMSではさらに IP Multimedia Private Identity (IMPI) と IP Multimedia Public Identity (IMPU) も必要となる。これらは電話番号や何らかの数値ではなく Uniform Resource Identifier (URI) であり、数字列の場合（例えば tel:+1-555-123-4567 のような Tel URI）も文字列の場合（例えば sip:john.doe@example.com のような SIP URI）もある。1つのIMPIに複数のIMPUが対応することがある（Tel URI と SIP URI ということが多い）。IMPUを複数の電話で共有することもでき、複数の電話が同じアイデンティティに到達できる（例えば、家族で1つの電話番号を共有する場合など）。
HSSのデータベースには、IMPU、IMPI、IMSI、MSISDN、加入者のサービスプロフィール、サービストリガー、その他の情報が格納されている。また、AVPとしては、Visited-Network-Identifier, Destination-Host, Destination-Realm, Server-Name, Server-Capabilities, Wildcarded-Public-Identity, UAR-Flags, Supported-Features, User-Data-Already-Available, SCSCF-Restoration-Info, Multiple-Registration-Infication, Session-Priority, Experimental-Result等がある。また、鍵交換で必要な、Confidentiality-Key, Integrity-Key 等が用意されている。
この他にユーザが現在どこのネットワークに居るかを管理する SLF(Subscription Locator Function), E-CSCFの為に場所情報を提供する LRFがある。

#### 呼/セッション制御 (CSCF)
Session Initiation Protocol (SIP) サーバやプロキシのいくつかの役割をまとめて Call Session Control Function (CSCF) と呼び、IMSでのSIP信号パケットを処理するのに使う。
- Proxy-CSCF (P-CSCF) はSIPプロキシであり、IMS端末が最初に接触する。訪問先ネットワークにある場合（完全なIMSネットワーク）とホームネットワークにある場合（訪問先ネットワークがIMS準拠でない場合）がある。Session Border Controller をこの用途に使うネットワークもある。DHCPで端末がP-CSCFを発見するか、PDP Context で割り当てる（GPRSの場合）。
  - P-CSCFはIMS端末の登録時に割り当てられ、登録期間中は変更されない。
  - P-CSCFは全ての信号メッセージが通る経路上にあり、全てのメッセージを調べることができる。
  - P-CSCFはユーザーを認証し、IMS端末とのIPsecセキュリティを確立する。これにより偽装攻撃や反射攻撃を防ぎ、ユーザーのプライバシーを守る。他のノードはP-CSCFを信頼し、ユーザーを再び認証することはしない。
  - SigCompを使ってSIPメッセージの圧縮・伸長を行うことができ、それによって低速な無線リンクの遅延を小さくできる。
  - Policy Decision Function (PDF) がP-CSCFに含まれる場合がある。PDFはメディア層リソースを認可し、メディア層の Quality of Service (QoS) を実現する。PDFはポリシー制御や帯域幅管理などに使われる。PDFは独立した機能として実装されることもある。
  - P-CSCFは課金用記録も生成する。
- Serving-CSCF (S-CSCF) は信号層の中心的ノードである。S-CSCFはSIPサーバであり、セッション制御を実行する。常にホームネットワークに位置する。DIAMETERのCxおよびDxインタフェースを使い、HSSにユーザープロフィールのダウンロード/アップロードを指示する。S-CSCFにはユーザーに関するローカルなストレージは存在しない。必要な情報は全てHSSからロードする。
  - SIP登録を扱い、ユーザーの位置（例えば端末のIPアドレス）とSIPアドレスを結びつける。
  - 全ての信号メッセージが通る経路上にあり、全てのメッセージを調べることができる。
  - SIPメッセージの転送先としてどのアプリケーションサーバが適切かを判断する。
  - ルーティングサービスも提供する。通常、ENUMルックアップを使う。
  - ネットワークオペレータのポリシーを実施する。
  - 負荷分散や高可用性のために複数のS-CSCFを配備することもできる。その場合I-CSCFが要求したとき、HSSがどのS-CSCFを割り当てるかを決める。
- Interrogating-CSCF (I-CSCF) は管理ドメインの端に位置するSIP機能の1つ。そのIPアドレスはそのドメインの Domain Name System (DNS) によって公開されるので（DNSレコードとしてはNAPTRやSRV形式を使用）、リモートサーバが探し出すことができ、ドメイン間のSIPパケットの転送点として使われる。I-CSCFはHSSに対してDIAMETERのCxインタフェースでユーザー位置情報を要求し（DxインタフェースはI-CSCFからSLFに対して使い、HSSを特定する）、SIP要求を割り当てられたS-CSCFにルーティングする。Release 6 までは外界から内部ネットワークを（SIPメッセージの一部を暗号化することで）隠蔽する役目も持つことがあり、その場合は Topology Hiding Inter-network Gateway (THIG) と呼ばれていた。Release 7 からはその機能はI-CSCFから分離され、Interconnection Border Control Function (IBCF) の一部となった。IBCFは外部ネットワークとのゲートウェイとして働き、NATおよびファイアウォール機能を提供する。

#### アプリケーションサーバ(AS)
「アプリケーションサーバ; Application server」(AS) はサービス群をホスティングし実行する。Sh, ISCインターフェースを持つ。S-CSCFとのインタフェースには Session Initiation Protocol (SIP) を使う。3GPPが開発したアプリケーションサーバの一例として Voice Call Continuity Function （VCCサーバ）がある。サービスによってはSIPプロキシモード、SIP UA (user agent) モード、SIP B2BUA (back-to-back user agent) モードで運用できる。ASはホームネットワークにも外部のサードパーティのネットワークにも配置できる。ホームネットワークにある場合、DIAMETERのShインタフェースか Mobile Application Part (MAP) インタフェースでHSSに問い合わせる。
- SIP AS: ネイティブなIMSアプリケーションサーバ
- IP Multimedia Service Switching Function (IM-SSF): Camel Application Part (CAP) を使って Customized Applications for Mobile networks Enhanced Logic (CAMEL) アプリケーションサーバとインタフェースする。
- Open Service Access-Service Capability Server (OSA-SCS): OSAフレームワークのアプリケーションサーバとインタフェースする[4]。

#### メディアサーバ
Media Resource Function (MRF) はメディア操作（例えば、音声ストリームの合成）やトーンやアナウンスなどの再生といったメディア関連機能を提供する。
各MRFはさらに Media Resource Function Controller (MRFC) と Media Resource Function Processor (MRFP) に分割される。
- MFRC は信号層のノードで、S-CSCFに対してはSIPユーザーエージェントとして振舞い、H.248インタフェース経由でMFRPを制御する。
- MFRP はメディア層のノードで、全てのメディア関連機能を実装している。

#### ブレークアウトゲートウェイ(BGCF)
Breakout Gateway Control Function (BGCF) は、電話番号に基づくルーティング機能を持つ。IMS側から公衆交換電話網 (PTSN) や公衆移動体網 (PLMN) などの回線交換網の電話に発呼する場合のみ使われる。
外部 IMSと接続する場合は、 TrGW, IBCF経由で　Iziインターフェース、Iciインターフェース経由で接続する。

#### PSTNゲートウェイ
PSTN/CSゲートウェイは、PSTN回線交換網とのインタフェース機能を有する。シグナリングに関して、回線交換網ではSS7の下位レイヤにMTP (Message Transfer Part)、上位レイヤにISUP (ISDN User Part または BICC）を使っているが、IMSでは下位レイヤにIP上位レイヤにSIP を使う。メディア（音声）伝送に関して、回線交換網はパルス符号変調 (PCM) を使っているが、IMSではRTP を使う。
- シグナリング・ゲートウェイ (Signalling Gateway, SGW) は回線交換網の制御プレーン (C-plane)、すなわち共通線信号方式等の信号とのインタフェース機能を有する。IMS側における低位レイヤの SCTP およびM3UAなどのSIGTRANプロトコルと、回線交換網側における No.7共通線信号方式のMTP (Message Transfer Part) との間の相互変換を行い、MGCFと回線交換網との間で上位レイヤの ISUP(ISDN User Part ) を送受信する。
- メディア・ゲートウェイ制御機能 (Media Gateway Controller Function, MGCF) はSIPとISUP間の呼制御プロトコルの変換を行い、SCTP上でSGWとのインタフェースを提供する。また、H.248インタフェース経由で MGW (Media Gateway) のリソース制御を行う。
- メディア・ゲートウェイ (Media Gateway, MGW) は回線交換網のユーザプレーン (U-plane)、すなわちユーザデータである音声等とのインタフェース機能を有し、RTPとPCM間の変換を行う。また、コーデックが一致しない場合の符号変換も行う（例えば、IMS側がAMRを使い、PSTN側がG.711を使う場合）。

#### メディアリソース
メディアリソースとは、メディアプレーンにおいて運用され、IMSコア機能の制御下にあるコンポーネント。すなわち、 Media Server (MS) と Media gateway (MGW) を指す。

### NGN相互接続
Next Generation Network 相互接続には以下の4種類がある。
サービス指向相互接続 (SoIx)
NGNドメインでの物理/論理リンクであり、通信事業者やサービスプロバイダがNGNプラットフォーム（IMSやPES）上で制御や信号を保ちつつサービスを提供でき、事前定義されたレベルの相互運用性を提供する。例えば、IP接続でのいわゆる「キャリアグレード」の音声やマルチメディアサービスを提供する。「事前定義されたレベル」はQoSやセキュリティなどによって異なる。
接続性指向相互接続 (CoIx)
単純なIP接続での物理/論理リンクであり、相互運用性のレベルとは無関係である。このようなIP接続はエンド・ツー・エンドのサービスを気にすることはなく、サービス指向の場合と比較するとQoSやセキュリティはそれほど厳密に保証できない。しかしCoIxであっても相互運用性のレベルを事前定義することはできる。ただしNGNの相互運用性の要求仕様を完全に満たすのはSoIxだけである。
NGN相互接続モードは直接と間接がある。直接相互接続は、2つのネットワークドメインの間に中間のネットワークドメインがない場合を指す。間接相互接続は、1つの層で見たとき、2つのネットワークドメインの間に中間のドメインが1つ以上存在し、トラフィックがそこを経由する場合を指す。
相互接続試験標準 (UNI)
- 3GPP TS29.165, TS29.163
- ITU-T Q.3402, Q.3948
- TTC   JT-Q.3402
- GSMA  IR.34

相互接続試験標準 (NNI)
- 3GPP TS29.165, TS29.163
- ITU-T Q.3401
- TTC   JT-Q.3401
- GSMA  IR.65
- ETSI TS186.011-1, TS186.011-2

### 課金
オフライン課金は、ユーザーが定期的（例えば、月末ごと）に支払いをする場合である。オンライン課金はプリペイドサービスやリアルタイムのクレジット制御によるポストペイドサービスで使われる。同一セッションで両方が適用されることもある。
オフライン課金
全てのSIPネットワーク実体（P-CSCF, I-CSCF, S-CSCF, BGCF, MRFC, MGCF, AS）は、DIAMETERのRfインタフェースを使って同一ドメイン内のCharging Collector Function (CCF) に課金情報を送る。CCFはそれらを集め、Call Detail Record (CDR) を作り、そのドメインの「課金システム; Billing System」(BS)に送る。
各セッションにはユニークな識別子として IMS Charging Identifier (ICID) が振られている。Inter Operator Identifier (IOI) パラメータは始点ネットワークと終点ネットワークを定義している。
各ドメインにそれぞれの課金ネットワークがある。異なるドメインの課金システム間でも情報が交換されており、それによってローミングが可能となる。
オンライン課金
S-CSCFは、普通のSIPアプリケーションサーバのように見える Session Charging Function (SCF) とやり取りする。セッション中にユーザーのクレジット上限に達するとSCFはS-CSCFにセッションを中断すべきということを通知する。ASとMRFCはDIAMETERのRoインタフェースを使って Event Charging Function (ECF) とやり取りする。
- Immediate Event Charging (IEC) を使う場合、ECFによってユーザーの口座から即座に必要なクレジットが引かれ、MRFCまたはASがサービス提供を認可する。十分なクレジットが口座にない場合、サービスは認可されない。
- Event Charging with Unit Reservation (ECUR) を使う場合、ECFはユーザーの口座から必要なクレジットを予約し、MRFCまたはASが認可する。サービスが完了すると、実際に使ったクレジットが報告され、口座から引かれる。そして予約したクレジットはクリアされる。

### インタフェース仕様
| インタフェース名 | IMS実体                                      | 説明                                                                                                 | プロトコル                       |
| ---------------- | -------------------------------------------- | --- | -------------------------------- |
| Cr               | MRFC, AS                                     | ASからドキュメント（スクリプトや他のリソース）をフェッチするためにMRFCが使う。                       | 独立したTCP/SCTPチャネル上のHTTP |
| Cx               | I-CSCF, S-CSCF, HSS                          | I-CSCF/S-CSCF と HSS の間の通信に使う。                                                              | DIAMETER                         |
| Dh               | SIP AS, OSA, SCF, IM-SSF, HSS                | マルチHSS環境で正しいHSSを探すためにASが使う。                                                       | DIAMETER                         |
| Dx               | I-CSCF, S-CSCF, SLF                          | マルチHSS環境で正しいHSSを探すためにI-CSCF/S-CSCFが使う。                                            | DIAMETER                         |
| Gm               | UE, P-CSCF                                   | UEとCSCF間でメッセージ交換に使う。                                                                   | SIP                              |
| Go               | PDF, GGSN                                    | オペレータがユーザー層のQoS制御に使ったり、IMSとGPRSネットワーク間で課金相関情報を交換するのに使う。 | COPS (Rel5), DIAMETER (Rel6+)    |
| Gq               | P-CSCF, PDF                                  | P-CSCFとPDFの間でポリシー決定関連情報を交換するのに使う。                                            | DIAMETER                         |
| ISC              | S-CSCF, I-CSCF, AS                           | CSCFとASの間でメッセージ交換に使う。                                                                 | SIP                              |
| Ma               | I-CSCF -> AS                                 | ASがホスティングしている Public Service Identity をあて先とするSIP要求を転送するのに使う。           | SIP                              |
| Mg               | MGCF -> I-CSCF                               | MGCFが ISDN User Part 信号をSIP信号に変換し、SIP信号をI-CSCFに転送する。                             | SIP                              |
| Mi               | S-CSCF -> BGCF                               | S-CSCF と BGCF の間でのメッセージ交換に使う。                                                        | SIP                              |
| Mj               | BGCF -> MGCF                                 | 同一IMSネットワークにあるBGCFとMGCFの間でのメッセージ交換に使う。                                    | SIP                              |
| Mk               | BGCF -> BGCF                                 | 異なるIMSネットワークにあるBGCF間でのメッセージ交換に使う。                                          | SIP                              |
| Mm               | I-CSCF, S-CSCF, external IP network          | IMSと外部IPネットワークの間でメッセージ交換に使う。                                                  | SIP                              |
| Mn               | MGCF, IM-MGW                                 | ユーザー層のリソースの制御を可能にする。                                                             | H.248                            |
| Mp               | MRFC, MRFP                                   | MRFC と MRFP の間でメッセージ交換に使う。                                                            | H.248                            |
| Mr               | S-CSCF, MRFC                                 | S-CSCF と MRFC の間でメッセージ交換に使う。                                                          | SIP                              |
| Mw               | P-CSCF, I-CSCF, S-CSCF                       | CSCF 間でメッセージ交換に使う。                                                                      | SIP                              |
| Rf               | P-CSCF, I-CSCF, S-CSCF, BGCF, MRFC, MGCF, AS | CCF とオフライン課金情報を交換するのに使う。                                                         | DIAMETER                         |
| Ro               | AS, MRFC                                     | ECF とオンライン課金情報を交換するのに使う。                                                         | DIAMETER                         |
| Sh               | SIP AS, OSA SCS, HSS                         | SIP AS/OSA SCS と HSS の間で情報交換するのに使う。                                                   | DIAMETER                         |
| Si               | IM-SSF, HSS                                  | IM-SSF と HSS の間で情報交換するのに使う。                                                           | MAP                              |
| Sr               | MRFC, AS                                     | ASからドキュメント（スクリプトや他のリソース）をフェッチするためにMRFCが使う。                       | HTTP                             |
| Ut               | UE, AS (SIP AS, OSA SCS, IM-SSF)             | サービスや設定に関する加入者情報の管理を容易にする。                                                 | HTTP (s), XCAP                   |

## IMSのセキュリティ

### GSM システムのセキュリティ
TS 43.020で定義されたようなセキュリティアルゴリズムを "Early GSM algorithms" という。

### 初期のIMSシステムのセキュリティ
TS 33.203 および TS33.102 で定義されたセキュリティは、USIM/ISIMインタフェースの欠如とIPv4が優勢な状況ではしばらく実現できないだろうと予想されていた。このような状況で重大な脅威に対する保護を提供するため、3GPPは一種のセキュリティ機構を TR33.978 で定義したものをこれを非公式に "early IMS security" と呼ぶ。

### 現行のIMSシステムのセキュリティ
Release 8 以降ではSIMを利用するTS33.203およびTS33.102のタイプのものは3GPPに記載されている。SIMを使わないタイプとしてソフトフォン等利用できる共有秘密鍵タイプの通信セキュリティの確保も標準化されている。UEとP-CSCFの間のセキュリティについてと、NNI間の通信についてZa,Zcインターフェース等で暗号化が必須とされている。